# Club de Deportes Cobreloa
Maillots
Dernière mise à jour : 13 février 2025.
Le Club de Deportes Cobreloa est un club chilien de football, basé à Calama. 

## Palmarès
| Compétitions nationales | Compétitions internationales                   |
| - Championnat du Chili (8) : - Champion : 1980, 1982, 1985, 1988, 1992, 2003 (¹), 2003 (²), 2004 (²) - Vice-champion : 1978, 1979, 1981, 1983, 1984, 1993, 2000, 2004 (¹), 2011 (²) ¹ championnat d'ouverture ² championnat de clôture - Coupe du Chili (1) : - Vainqueur : 1986 - Finaliste : 1991, 1993, 1995 | - Copa Libertadores : - Finaliste : 1981, 1982 |

## Personnalités du club

### Entraîneurs[3]
Le tableau suivant présente la liste des entraîneurs du club depuis 1977.
| Rang | Nom                | Période   |
| ---- | ------------------ | --------- |
| 1    | Andrés Prieto      | 1977-1979 |
| 2    | Vicente Cantatore  | 1980-1984 |
| 3    | Jorge Toro         | 1985-1986 |
| 4    | Jorge Luis Siviero | 1986-1988 |
| 5    | Miguel Hermosilla  | 1988      |
| 6    | Gustavo Cuello     | 1989      |
| 7    | Andrés Prieto      | 1989-1990 |
| 8    | Fernando Cavalleri | 1991-1992 |
| 9    | Mario Osbén        | 1992      |
| 10   | José Sulantay      | 1992-1993 |
| 11   | Jorge Garcés       | 1994-1995 |
| 12   | Miguel Hermosilla  | 1995-1997 |
| 13   | Carlos Rojas       | 1997-1998 |
| 14   | Mario Herrera      | 1998      |

| Rang | Nom               | Période   |
| ---- | ----------------- | --------- |
| 15   | Arturo Salah      | 1999-2000 |
| 16   | Carlos Rojas      | 2000      |
| 17   | Oscar Malbernat   | 2000-2001 |
| 18   | Víctor Merello    | 2001-2002 |
| 19   | Nelson Acosta     | 2002-2003 |
| 20   | Gilberto Reyes    | 2003      |
| 21   | Eduardo Fournier  | 2003      |
| 22   | Luis Garisto      | 2003      |
| 23   | Fernando Díaz     | 2004      |
| 24   | Miguel Hermosilla | 2004      |
| 25   | Nelson Acosta     | 2004-2005 |
| 26   | Jorge Socías      | 2005      |
| 27   | Eduardo Fournier  | 2005      |
| 28   | Miguel Hermosilla | 2005      |

| Rang | Nom                    | Période   |
| ---- | ---------------------- | --------- |
| 29   | Jorge Aravena          | 2006      |
| 30   | Gustavo Huerta         | 2007      |
| 31   | Gustavo Benítez        | 2008      |
| 32   | Rubén Vallejos         | 2008      |
| 33   | Marco Antonio Figueroa | 2008      |
| 34   | Marcelo Trobbiani      | 2009      |
| 35   | Rubén Vallejos         | 2009      |
| 36   | Germán Cornejo         | 2009      |
| 37   | Raúl Toro              | 2009-2010 |
| 38   | Germán Cornejo         | 2010      |
| 39   | Mario Soto             | 2010      |
| 40   | Nelson Acosta.         | 2011-2012 |
| 41   | Marco Antonio Figueroa | 2012-2013 |
| 42   | Jorge García           | 2013-2014 |

| Rang | Nom                        | Période   |
| ---- | -------------------------- | --------- |
| 43   | César Bravo                | 2014      |
| 44   | Marcelo Trobbiani          | 2014      |
| 45   | Pablo Trobbiani (intérim)  | 2014      |
| 46   | Fernando Vergara           | 2014      |
| 47   | Marco Antonio Figueroa     | 2015      |
| 48   | César Vigevani             | 2015-2016 |
| 49   | César Bravo (intérim)      | 2016      |
| 50   | Carlos Rojas               | 2016      |
| 51   | César Bravo                | 2016      |
| 52   | Rodrigo Meléndez (intérim) | 2016      |
| 53   | José Sulantay              | 2017-     |

### Joueurs emblématiques
- Juan Carlos Letelier
- Mario Soto
- Alexis Sánchez
- Nelson Tapia
- Oscar Wirth
- Esteban Paredes

*  Eduardo Vargas